# عمر فضل الله
عمر أحمد فضل الله الفحل (1956-)، كاتب روائي وشاعر من السودان وخبير بأنظمة ومشاريع الحكومة الإلكترونية، حائز على درجة الدكتوراة في علوم الحاسب الآلي تخصص نظم المعلومات.

## النشأة والتعليم
ولد بقرية العيلفون بولاية الخرطوم عام 1956 على ضفاف النيل الأزرق تحديداً شرق النيل الأزرق وجنوب سوبا شرقاً، وقد نشأ في وسط عائلة ذات دين وعلم،. حفظ القرآن والشعر وهو صغير
بدأ محمود عبد العزيز حفظ القرآن الكريم في "خلوة الفكي الأمين ود أبو صالح" بمنطقة العيلفون، ثم التحق بالمدرسة الأولية بالعيلفون، فالمتوسطة، ومن ثم بالثانوية العليا في مدرسة بحري الحكومية، ثم مدرسة الجيلي الثانوية. جلس لامتحان الشهادة السودانية كطالب منازل في منطقة الخرطوم القديمة، وكان من أوائل الناجحين على مستوى البلاد.
التحق بكلية الاقتصاد في جامعة الخرطوم، لكنه لم يُكمل دراسته فيها بسبب عدم الاستقرار. لاحقًا، حصل على منحة دراسية للدراسة في جامعة الملك عبد العزيز بجدة، حيث التحق بكلية الآداب – قسم علوم الإعلام والاتصال، وتخرج منها عام 1981 بدرجة البكالوريوس في الإعلام. وفي العام نفسه، انتقل إلى الولايات المتحدة، حيث واصل دراسته العليا في جامعة كاليفورنيا بمدينة لوس أنجلوس، ونال درجتي الماجستير والدكتوراه في تخصص نظم المعلومات عام 1987.
عاد بعد ذلك للعمل في المملكة العربية السعودية، واستمر في عمله هناك حتى عام 1991.

## الحياة العملية
بدأ عمله كأخصائي توثيق تقني في شركة ليتون بالمملكة العربية السعودية واستمر في هذا المنصب حتى عام 1990. وبعدها عاد إلى السودان حيث عمل محاضراً في جامعاتها، كما أسس عدداً من مراكز البحوث والدراسات واستمر في هذا النشاط حتى عام 1999.
انتقل بعد ذلك إلى دولة الإمارات العربية المتحدة للعمل في دائرة الأشغال العامة (أبوظبي سابقاً)، حيث أشرف على توثيق النظم الهندسية والتطبيقات، وكان عضواً فعالاً في إدارة دورة حياة تطوير البرمجيات باستخدام المنهجيات الرشيقة. كما ساهم في العديد من المشاريع مثل قاعدة المعرفة للمباني، إدارة التراخيص، تطبيقات التصميم بمساعدة الحاسوب، وأنظمة إدارة المنشآت والبنية التحتية والأراضي، بالإضافة إلى مشاريع هندسية كبيرة مثل جامع الشيخ زايد الكبير ومركز زايد للدراسات والبحوث.
في عام 2005، تم دمج عدة دوائر حكومية تحت مسمى "بلدية أبوظبي"، حيث استمر في منصب مدير مشاريع تقنية المعلومات وأشرف على تسليم عشرين مشروعاً تقنياً، مع توثيق الأنظمة وترجمتها للعربية. من أبرز المشاريع التي شارك فيها: التراخيص الصحية، إدارة الإنتاج الزراعي، إدارة الثروة الحيوانية، المخالفات المرورية، الموارد البشرية، أجهزة الخدمة الذاتية، ومركز البيانات.
بعد مغادرة بلدية أبوظبي عام 2006، عمل كاستشاري أنظمة معلومات في شركة الإمارات للاستثمار المتقدمة، ثم انتقل إلى شركة سي فور للحلول المتقدمة (التابعة لنفس المجموعة) عام 2007. في هذه الفترة، قام بإنشاء سياسات وإجراءات العمل التقنية وفق معايير ITIL، وأعد وثائق الصيانة والنسخ الاحتياطي لأنظمة قواعد البيانات وخوادم SAP وأجهزة الصوت عبر الإنترنت، بالإضافة إلى توثيق الشبكات ومراكز البيانات، وتنسيق العمل مع الفرق التقنية لإنشاء المخططات والوثائق الفنية.
استمر في عمله مع شركة سي فور حتى عام 2018، حيث قرر بعدها التفرغ للأعمال الروائية والمشاريع التقنية والعمل الحر.

## جوائز
1. المركز الثاني في مسابقة جائزة الطيب صالح العالمية للإبداع الكتابي في دورتها الثامنة عن روايته «تشريقة المغربى» في فبراير عام 2018.[9]
2. جائزة كتارا للرواية العربية في دورتها الرابعة بفرع الروايات المنشورة عن رواية «أنفاس صُليحة» في أكتوبر 2018.[9]

الجدير بالذكر أن كلا الروايتين الفائزتين خلال العام 2018 تنتميان لنفس المشروع الروائي المعرفي المعروف باسم «سلسلة الرواية المعرفية التوثيقية لتاريخ السودان».

## مؤلفاته

### مؤلفات أدبية
| م | اسم الرواية       | سنة النشر | عدد الصفحات | دار النشر                            |
| - | ----------------- | --------- | ----------- | ------------------------------------ |
| 1 | ترجمان الملك      | 2013      | 288 صفحة    | دار نهضة مصر للطباعة والنشر والتوزيع |
| 2 | أطياف الكون الآخر | 2014      | 300 صفحة    | دار الياسمين للنشر والتوزيع          |
| 3 | نيلوفوبيا         | 2016      | 212 صفحة    | مدارات                               |
| 4 | أنفاس صليحة       | 2017      | 239 صفحة    | مدارات                               |
| 5 | تشريقة المغربي    | 2018      | 200 صفحة    | دار البشير للثقافة والعلوم           |
| 6 | رؤيا عائشة        | 2020      | 192 صفحة    | دار البشير للثقافة والعلوم           |
| 7 | في انتظار القطار  | 2021      | 272 صفحة    | دار البشير للثقاف والعلوم            |

### مؤلفات عامة
| م | اسم الرواية                                 | سنة النشر | الكاتب                    | عدد الصفحات | تحقيق                     | دار النشر                            |
| - | ------------------------------------------- | --------- | ------------------------- | ----------- | ------------------------- | ------------------------------------ |
| 1 | حرب المياه على ضفاف النيل حلم إسرائيل يتحقق | 2013      | د.عمر أحمد فضل الله الفحل | 157 صفحة    | -                         | دار نهضة مصر للطباعة والنشر والتوزيع |
| 2 | تاريخ وأصول العرب بالسودان                  | 2015      | الفحل الفكي الطاهر        | 528 صفحة    | د.عمر أحمد فضل الله الفحل | دار المصورات للنشر                   |

### دواوين شعرية
- 1990: زمان الندى والنوَار
- 2009: زمان النوى والنواح

## مؤلفات ترجمت إلى لغات أخرى
ترجمت أعمال المؤلف منها روايته الفائزة بجوائز ألكتارا عن فئة الروايات المنشورة في أكتوبر عام 2018 إلى اللغة الإنجليزية باسم solaiha's breath ، وله العديد من الروايات الأخرى، منها «ترجمان الملك»، ترجمت للغة الإنجليزية وتجري ترجمتها للغة الفرنسية، وروايات «أطياف الكون الآخر»، و«نيلوفوبيا»، التي ترجمت للغة الإنجليزية وتجري ترجمتها للغة الفرنسية، ورواية «تشريقة المغربي» التي تجري ترجمتها للغة الإنجليزية، ورواية «رؤيا عائشة».